# Frits Tazelaar
Frits Tazelaar (Utrecht, 13 november 1946 − 9 maart 2018) was gewoon hoogleraar sociologie aan de Universiteit Utrecht.

## Biografie
Tazelaar deed HBS-B-examen te Groningen en slaagde in 1974 voor zijn doctoraal examen sociologie aan de Rijksuniversiteit Groningen. Daarna trad hij in dienst van de Universiteit Utrecht waar hij onder andere vanaf eind jaren 1970 meewerkte aan de volgende onderzoeksprojecten: 'Kwaliteit van het stedelijk leefmilieu', 'Arbeidsmilieu en hygiëne' en 'Mentale incongruentie en statusinconsistentie: een onderzoek naar de gevolgen van werkloosheid'. Hij promoveerde aan die laatste universiteit op 23 mei 1980 op Mentale incongruenties – sociale restricties – gedrag. Een onderzoek naar beroepsparticipatie van gehuwde vrouwelijke academici. Vanaf 1985 was hij er universitair hoofddocent sociologie. Per 1 januari 1990 werd hij daar benoemd tot gewoon hoogleraar in de sociologie, in het bijzonder het empirisch-theoretisch onderzoek. Per 1 november 2011 ging hij met emeritaat. Hij werkte voorts mee aan tientallen artikelen op zijn vakgebied en redigeerde enkele bundels.
Prof. dr. F. Tazelaar overleed in 2018 op 71-jarige leeftijd.